# Cantonul Neuilly-Saint-Front
Cantonul Neuilly-Saint-Front este un canton din arondismentul Château-Thierry, departamentul Aisne, regiunea Picardia, Franța.

## Comune
- Armentières-sur-Ourcq
- Bonnesvalyn
- Brumetz
- Bussiares
- Chézy-en-Orxois
- Chouy
- Courchamps
- La Croix-sur-Ourcq
- Dammard
- La Ferté-Milon
- Gandelu
- Grisolles
- Hautevesnes
- Latilly
- Licy-Clignon
- Macogny
- Marizy-Sainte-Geneviève
- Marizy-Saint-Mard
- Monnes
- Monthiers
- Montigny-l'Allier
- Neuilly-Saint-Front (reședință)
- Passy-en-Valois
- Priez
- Rocourt-Saint-Martin
- Rozet-Saint-Albin
- Saint-Gengoulph
- Silly-la-Poterie
- Sommelans
- Torcy-en-Valois
- Troësnes
- Veuilly-la-Poterie
- Vichel-Nanteuil